# Prodidomus birmanicus
Prodidomus birmanicus är en spindelart som beskrevs av Tamerlan Thorell 1897. Prodidomus birmanicus ingår i släktet Prodidomus och familjen Prodidomidae.
Artens utbredningsområde är Myanmar. Inga underarter finns listade i Catalogue of Life.